# Celso Jaque
Celso Alejandro Jaque (Malargüe, 24 de septiembre de 1960) es un contador y político argentino que se desempeñó como gobernador de la provincia de Mendoza entre 2007 y 2011. Actualmente fue elegido intendente del departamento Malargüe para  el periodo 2023-2027.

## Biografía
Jaque nació en Malargüe en 1960. Con el regreso de la democracia, en 1983, se afilió al Partido Justicialista. Ingresó a la Facultad de Ciencias Económicas de la Universidad Nacional de Cuyo donde se graduó como Contador Público Nacional y Perito Partidor en 1987. Está casado y tiene 2 hijas.
Fue diputado provincial de Mendoza entre 1991 y 1995. En dicho período fue presidente de la Comisión de Hacienda y Presupuesto de la cámara de diputados provincial. En 1995 fue elegido "Legislador del año" por la revista El Parlamentario.
Luego se presentó para ejercer como intendente de su ciudad natal, Malargüe, ocupando el cargo por dos períodos, 1995-1999 y 1999-2003 tras una reelección. Dicha gestión fue premiada por la PNUD como una experiencia exitosa e innovadora.
En el año 2003 fue elegido como senador nacional por la provincia de Mendoza. Presidió la Comisión de Coparticipación Federal de Impuestos (2003-2005) y la Comisión de Infraestructura, Vivienda y Transporte (2005-2007). Recibió una nueva distinción de "El Parlamentario", que lo colocó entre los 10 legisladores más activos del año 2006.
El 28 de octubre de 2007 se impuso en las elecciones provinciales para el cargo de gobernador, cargo que asumió el 10 de diciembre posterior. En marzo del año 2008 nombró embajadores culturales de Mendoza a la cantante Mercedes Sosa y al grupo musical Karamelo Santo.
El 28 de diciembre de 2011, el Gobierno de la República de Colombia, le otorgó el plácet de estilo a Celso Jaque como nuevo embajador argentino ante este país.
Actualmente es uno de los directores de YPF.